# Jonas – Stell dir vor, es ist Schule und du musst wieder hin!
Jonas – Stell dir vor, es ist Schule, und du musst wieder hin ist ein im Jahre 2011 gedrehter Film mit Christian Ulmen. Der Film kam am 5. Januar 2012 in die deutschen Kinos.

## Handlung
Christian Ulmen spielt in dem Film einen 18 Jahre alten Schüler, der mehrmals sitzengeblieben war und nun an der Gesamtschule Paul Dessau in Zeuthen seine letzte Chance erhält, einen Schulabschluss zu erwerben. Unter dem Vorwand, einen Dokumentarfilm über Schulversagen zu drehen, begleitet ihn ein Kamerateam.
Jonas wird von Ulmen als einfältiger, aber liebenswerter Schüler dargestellt. Etwas unorganisiert und schusselig wird er porträtiert, er sucht aber immer den Kontakt zu den Lehrern. Es gelingt ihm zudem, sich in die Klassengemeinschaft zu integrieren. Jonas erhält eine sechswöchige Probezeit, in der er sich bewähren muss. Bei einer Klassenkonferenz entscheiden anschließend seine Fachlehrer sowie sein Klassenlehrer, ob Jonas an der Schule bleiben soll.
Drei Grundplots beherrschen den Film: Jonas ist ein Versager in den mathematischen Fächern und hat somit Konflikte mit dem Mathematiklehrer der Schule. Dieser erwischt ihn beim Abschreiben und führt ihn in der Klasse vor. Jonas verliebt sich in seine wesentlich ältere Musiklehrerin und versucht deren Herz zu gewinnen. Bei einem von ihm geplanten romantischen Dinner, das er mithilfe einer von ihm initiierten „Nachhilfestunde“ eingeleitet hat, sagt diese ihm, dass sie verheiratet sei und auch keine Gefühle für ihn hege. Jonas ist daraufhin am Boden zerstört. Der dritte Plot ist das Bandprojekt JoMax T to go, das Jonas gegründet hat, und die Planung eines Konzerts auf dem Schulhof. Über den Proben vergisst Jonas so manchen Schulstoff und so manche Hausaufgabe.
Als die Konferenz beginnt, versucht Jonas die Lehrer zu überzeugen, ihn weiter an der Schule zu behalten. Unter anderem hält er eine Rede über ein Megaphon. Am Ende wird ihm mitgeteilt, dass er die Bewährungszeit bestanden hat und unter Auflagen an der Schule bleiben darf. Am Schluss spielt seine Band das Die-Sterne-Lied Was hat dich bloß so ruiniert.

## Produktion
Der Film wurde in der musikbetonten Gesamtschule Paul Dessau in Zeuthen in Brandenburg gedreht. Aus rechtlichen Gründen wurden Schulleitung, Kollegium und Elternvertreter eingeweiht, die Schüler jedoch nicht. Ein Drehbuch gab es nicht, stattdessen wurden die oben erwähnten drei Subplots als Aufhänger genommen, um eine Dramaturgie zu erzeugen. Vor jedem Drehtag gab es eine Regiebesprechung, wo der grobe Ablauf des Tages geplant wurde.
Regisseur des Films ist Robert Wilde, der mit Ulmen bereits bei der ähnlich gelagerten Fernsehserie Mein neuer Freund zusammenarbeitete, bei der Ulmen in mehrere Charaktere schlüpfte.
Jonas erschien am 5. Januar 2012 in den deutschen Kinos. Die DVD-Version wurde ab 6 Jahre freigegeben, während die Kinofassung ohne Altersbeschränkung freigegeben wurde. Den Filmverleih übernahm Delphi.

## Musik
Den Soundtrack zum Film bilden die drei Songs „Was hat dich bloß so ruiniert“ (Die Sterne), „Kalimba d'Ilona“ (Deichkind) und „Schule ist nicht schön“ (Helge Schneider). Die digitale Single zu Was hat dich bloß so ruiniert erschien am 30. Dezember 2011 über iTunes inklusive Video.

## Kritik
Der Film wurde insgesamt positiv bewertet, was vor allem an Ulmens authentischer und im Gegensatz zu seinen Rollen bei Mein neuer Freund wesentlich sympathischer dargestellten Figur liegt. So schrieb Ann-Kristin Schöne auf Faz.net:

„Im Film treffen im Grunde zwei Welten aufeinander: die fiktive Figur Jonas und die des realen Schulalltags. Die fabelhafte Umsetzung sowohl des Schauspielers Ulmen als auch der Lehrer und Schüler machen sie jedoch zu einer Welt: derselben, in der wir alle gelitten haben und die man samt Logarithmus einfach wiedererkennen muss.“

Auch das Lexikon des Internationalen Filmss lobte Jonas.

„Ohne gesellschafts- oder schulpolitische Stoßrichtung wirft der sehr unterhaltsame Film einen betont freundlichen Blick auf die Institution Schule; dabei geht es weniger um eine strukturelle Kritik als um das tragikomisch-spielerische Heraufbeschwören eines Kapitels der eigenen Lebensgeschichte mit ihren kleineren und größeren ‚Traumata‘.“

Im Tagesspiegel wurde der Film dagegen negativ bewertet.

„Erkenntnisinteresse? Schwer erkennbar. Erkenntnisgewinn? Entsprechend mager. Ein paarmal blitzen subversive Ulmen’sche Ideen auf: ein Bestechungsversuch beim Direktor, ein Dinner for Two im Musikraum mit Maschke, Schampus und Kerzen inklusive. Aber die Inszenierung ist immer sichtbar, in den Augen derer, die aufs Rest-Glatteis gelockt werden mögen. (…) “Jonas” (Regie: Robert Wilde) will wohl beides sein, lustig und lehrreich. Nur gelingt ihm keines von beidem.“

Die Kritik steht stellvertretend für ähnliche Rezeption, in denen kritisiert wurde, das sich der Film nicht zwischen Spielfilm und Reality-Show entscheiden könne. So bewertete auch epd Film den Film eher negativ:

„Genau darin besteht das Problem des Films: Jenseits der ungewöhnlichen Prämisse hat er nur wenig zu bieten. Hat man sich mit der Konstellation erst einmal vertraut gemacht, geschieht kaum noch Neues. Das bisschen Geschichte – Jonas bemüht sich um bessere Noten, gründet eine Band und verliebt sich in die Musiklehrerin – täuscht nicht darüber hinweg, dass es weder eine Backstory noch ausgearbeitete Figuren gibt. Als Halbstünder auf dem kleinen Bildschirm könnte dieser Hybrid aus Fakt und Fake vielleicht funktionieren, auf der großen Leinwand aber ist er weder das eine noch das andere – und als Mischform bloß ein interessant gescheitertes Experiment.“

Diese Entscheidungslosigkeit wird allerdings nicht nur als negativ gesehen:

„Schwer zu sagen, was bei diesem Großexperiment am Ende herauskommen sollte, und ob es überhaupt eine klare Intention dabei gab. Man kann aber sagen, was man jetzt sieht: Menschen, die festgelegte Rollen spielen, in einem Schulsystem, das oft als unmenschlich, hart und seelenlos beschrieben wird. Menschen aber auch, die – von Ulmen herausgefordert – offenbaren müssen, wie sehr sie diese Rollen mit Leben und Seele ausfüllen. Was da im Fall der Paul-Dessau-Gesamtschule zum Vorschein kommt, kann schließlich jeden Schulalbtraum relativieren: Es ist gar nicht hässlich, sondern berührend und schön.“